# Marea Bănie de Craiova

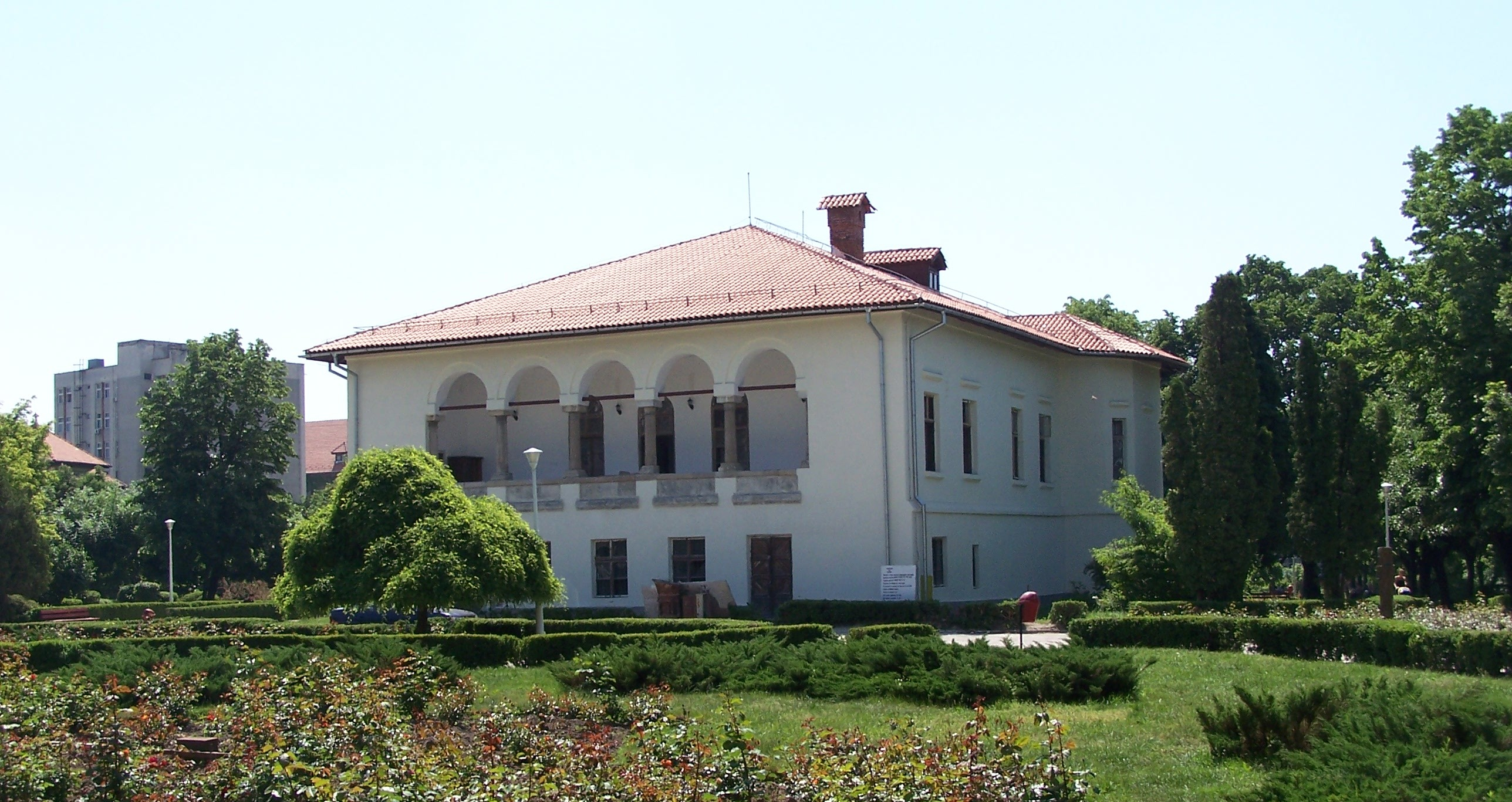
Casa Banei, Craiova

Apărută in ultimele decenii ale secolului al XV-lea, Marea Bănie de Craiova a devenit într-un timp relativ scurt cea de-a doua instituție politică a țării ca importanță, după domnie. Este o instituție preluată din mediul unguresc (este întâlnită în sec. XIII-XIV în Ungaria și Croația). 
Odată cu ridicarea lui Mircea cel Bătrân ca domn, Marele Ban preia pentru teritoriul Olteniei atribuțiile domniei (guvernare), dispunând și de o cancelarie în cadrul căreia se redactează acte după forma celor domnești. Astfel titlul de Mare Ban al Craiovei însemna cea mai înaltă dregătorie, Banul Craiovei fiind în perioada medievală al doilea om în stat după domnitorul Țării Românești.
În a doua jumătate a secolului al XVI-lea, Marea Bănie cunoaște un moment de criză datorat îndeosebi tentativelor agresive ale turcilor pentru instaurarea unei dominații efective in Țara Românească. Marea Bănie ajunge din nou o instituție de prim ordin în timpul lui Mihai Viteazul.
```
   1233 Luca
   1243 Ștefan
   1247-1254 Ioan
   1255 Pósa Csák
   1257-1261 Ștefan
   1262 Ștefan
   1263-1267 Laurențiu
   1268 Ugrin
   1268 Alexandru
   1269 Laurențiu
   1270 Ponit
   1270-1271 Laurențiu
   1271-1272 Paul
   1272 Laurențiu
   1272 Albert
   1273 Paul
   1273 Laurențiu
   1274 Paul
   1274-1275 Ugrin
   1275 Micu
   1275 Paul
   1275 Reinauld
   1276-1279 Micu
   1277-1278 Paul
   1279 Laurențiu
   1280-1283 Timotei
   1284-1286 Mako
   1287-1289 Rafael
   1290-1293 Laurențiu
   1294-1296 Solymosi Posa
   1297-1299 Ladislau Rátholti
   1299-1308 Andrei Tárnok
   1309-1314 vacant
   1314-1318 Dominic Cernea
   1319-1323 Ladislau Rátholti
   1323-1329 Daniel Szécsi
   1324 Paul
   1330-1335 vacant
   1341 Szécsi Denis
   1342-1349 Losonci
   1350-1355 Nicolae Szécsi
   1355-1359 Lațcu Denis
   1359-1387 vacant
   1387 Ladislau
   1387-1388 Ștefan
   1388-1390 Ioan Kaplan
   1390-1391 Nicolae Perényi
   1392 Gerebenci Szemere
   1392-1393 Ditrău Bebek
   1393-1408 vacant
   1408-1409 Pipo de Ozora
   1409 vacant
   1419 Sigismund Losonci
   1428 Emeric Marcali
   1430-1435 Nicolae Redwitz
   1429-1435 vacant
   1435 Ladislau Jakubek
   1436-1439 Tallóci Francisc
   1439-1445 Iancu de Hunedoara
   1445-1446 Blaziu
   1447-1454 Miklós
   1449 Vasile de Cerna (vice-ban)
   1452-1454 Petru
   1455-57 vacant
   1458 Vlad și Grigore Bethlen
   1459-1460 vacant
   1460 Ladislau Doczi
   1462-1463 Nicolae
   1464-1466 vacant
   1466 Ioan Pongracz
   1467 vacant
   1467 Ștefan și Mihai de Mâtnic
   1468-1471 vacant
   1471-1478 Emeric Hédervári
   1478 Ioan Dominic Bethlen
```

```
   1478 vacant
   1479 Ambrozie și George Szenthelsebethi
   1479 Bartolomeu Pathócsy
   1480-1483 Francisc Haraszti
   1483-1489 Francisc Haraszti și Andrei Szokoly
   1490 Emeric Ozora
   1491 Pipo și Andei Dánfy
   1491-1492 Francisc Haraszti
   1492-1494 George și Filip Balassa de Ciula
   1495-1502 Petru Măcicaș
   1503 Barnaba Bela
   1503 Ioan Gărliște
   1504-1508 Ioan și Bela Gârliște;
   1508-1513 Mihai și Barnaba
   1514 Ioan
   1515-1516 Nicolae
   1517-1518 vacant
   1519 Bela Barnabas
   1520-1521 Nicolae Gârliște
   1522-1524 Ioan Kallay
```

Denumirea de "vacant" al autoritatii baniei de Severin, marcheaza stapânirea valahă a domnilor munteni.
Ordinul Dragonului